# イングランド王室紋章

イングランド王室紋章（イングランドおうしつもんしょう）は、かつてのイングランド王の紋章である。プランタジネット朝の創始者ヘンリー2世がライオンの紋章を採用し、リチャード1世が1頭だったライオンを3頭に増やしたと言われている。
サッカーイングランド代表のマークはこれを元に、イングランドの国花のバラをあしらったもので、UMBRO社のデザインである。

?イングランドの王室旗（1707年から1714年まで）
?イングランドの王室旗